# Paul Schmidt
Paul Schmidt (Hagen, 26 marzo 1898 – Monaco di Baviera, 18 ottobre 1976) è stato un ingegnere e inventore tedesco pioniere della propulsione a reazione mediante pulsogetto. I suoi lavori contribuirono in maniera determinante alla realizzazione del missile da crociera V1.

## Biografia
A partire dal 1928, parallelamente al suo lavoro di fluidodinamico presso la Maschinen und Apparatebau di Hagen, Paul Schmidt si dedicò allo studio della propulsione a reazione nell'ambito dell'applicazione ad un velivolo a decollo verticale. La propulsione ad elica era ideale per il volo orizzontale, ma per la fase verticale era necessario un motore con un rapporto spinta/peso molto più elevato di quello che era al tempo disponibile. Un motore a razzo era invece in grado di rispondere a questo requisito, ma era penalizzato nella fase di crociera dall'enorme consumo specifico.
Schmidt riprese l'idea di un motore geometricamente molto semplice, caratterizzato da una combustione intermittente o "pulsata" dove il flusso della miscela nella camera di combustione era regolato dall'inerzia del flusso stesso senza la necessità di meccanismi aggiuntivi particolarmente complessi o pesanti, secondo un principio già dimostrato anni prima con alcune applicazioni sperimentali ma che, fino ad allora, erano caratterizzate da una efficienza molto bassa.
Ad esempio, già nel 1910 in Francia l'ingegnere di origini russe Victor Karavodine costruì una turbina spinta da un dispositivo a combustione pulsata in grado di erogare una potenza di 1,6 cavalli, ma con un rendimento inferiore al 2,5%.
Nell'aprile del 1931 Schmidt depositò il brevetto relativo ad un dispositivo per la propulsione di veicoli o aeromobili che gli valse i finanziamenti da parte prima del Reichsverkehrsministerium (Ministero dei trasporti) e, dal 1935 in poi, dal Reichsluftfahrtministerium (Ministero dell'Aria del Reich).
Grazie a questi contributi Schmidt fu in grado di fondare una propria azienda a Monaco completamente dedicata allo sviluppo del motore pulsogetto. Con l'avvento della seconda guerra mondiale l'RLM promosse lo scambio di informazioni tra il gruppo di Schmidt e la Argus Motoren che nel frattempo stava sviluppando un suo pulsoreattore. Questa breve collaborazione durata tra l'inizio del 1940 ed il 1941, non sembrò comunque fruttuosa. La Argus continuò col suo progetto (pur adottando alcuni accorgimenti concepiti inizialmente da Schmidt) che porterà alla costruzione delle V1. Da qui nacque una lunga disputa sulla paternità del motore che fu risolta solo nell'aprile del 1945 dal Feldmaresciallo Generale che decise di nominare quel tipo di motore "Pulsoreattore Argus-Schmidt".
Dopo la guerra Schmidt continuò a lavorare presso la sua azienda a Monaco nel campo dei missili da crociera.